# Conway McAlister Grey Farrell
Conway McAlister Grey »Con« Farrell, kanadski letalski častnik, vojaški pilot in letalski as, * 22. maj 1898, Smith Falls, Ontario, † 31. marec 1988, Ganges, Britanska Kolumbija.
Stotnik Farrell je v svoji vojaški službi dosegel 7 zračnih zmag.

## Življenjepis
Med prvo svetovno vojno je bil sprva pripadnik 24. eskadrilje Kraljevega letalskega korpusa; tu je dosegel vse svoje zračne zmage.
Potem je bil 29. avgusta 1918 dodeljen 56. eskadrilji, kjer se je 6. oktobra 1918 poškodoval v nesreči.
Po vojni je še naprej deloval kot poklicni pilot.

## Odlikovanja
- Distinguished Flying Cross (DFC)